# Gaby Kennard
Gaby Kennard (1944, Melbourne, Australia), fue la primera mujer australiana en circunnavegar la Tierra en avión. Comenzó su viaje en 1989, siguiendo la ruta de Amelia Earhart en lo posible. El viaje duró 99 días, cubriendo 54.000 km, y en reconocimiento a ese logro, recibió el Trofeo Harmon.

## Honores

### Eponimia
Qantas la honra con su epónimo a uno de sus Airbus A380 en reconocimiento a su contribución a la industria de la aviación y en particular a su logro.